# Šojo manga
Šodžo je posebna zvrst japonskih mang in animejev. Od drugih vrst se razlikuje po tem, da je namenjen predvsem dekletom starih od 13 do 16 let. Vsebuje veliko čustev, kot so ljubezen, prijateljstvo, sestrska ljubezen, žalost, ... Vsak šodžo ima tudi zgodbo, ki temelji na ljubezni med fantom in dekletom ali pa gre za trdno prijateljstvo med dekleti. Dekleta v teh animejih so ali super junakinje ali pa imajo posebno nalogo, da rešijo svet ali osvojijo svojo simpatijo.
Med prvimi najdostopnejšimi šodžo v Sloveniji sta bila televizijska animeja Sailor Moon in Kamikaze Kaito Jeanne.